# Марин Касъров
Марин Тенев (Маринов) Касъров е български офицер, генерал-майор.

## Биография
Марин Касъров е роден на 17 юли 1858 г. в Ески Джумая.

## Семейство
Марин Касъров е женен за Тодорка Данева, племенница на Петър Винаров и ген. Върбан Винаров и леля на контрадмирал Асен Тошев. Семейството има две деца: Георги и Невена (Вена). Невена Касърова се омъжва за Константин Весов, съдия, от велешки род.

## Военна кариера
Командвал 2-ри пехотен полк, 5-и пехотен полк, ликвидационна комисия, началник специализирана служба, уволнен през 1919 г.

## Военни звания
- Подпоручик (30 август 1884)
- Поручик (30 август 1886)
- Капитан (1889)
- Майор (14 февруари 1900)
- Подполковник (27 септември 1904)
- Полковник (14 февруари 1914)
- Генерал-майор (31 декември 1935)